# 鳥取市立東中学校
鳥取市立東中学校（とっとりしりつ ひがしちゅうがっこう）は、鳥取県鳥取市立川町六丁目にある公立中学校。

## 沿革
- 1947年（昭和22年）4月1日 - 創立。
- 1981年（昭和56年）9月1日 - 新校舎に移転。
- 2009年（平成21年）4月1日 - 地理的事情により、鳥取市立国府中学校の通学区域のうち、国府町奥谷三丁目の一部、国府町新通り一丁目、国府町新通り二丁目、国府町新通り三丁目、国府町新通り四丁目、国府町分上一丁目、国府町分上二丁目、国府町分上三丁目、国府町分上四丁目を鳥取市立東中学校の通学区域に変更。
- 2009年（平成21年）4月1日 - 鳥取こども学園希望館のぞみ分校が開校。

## 通学区域
- 校区は、鳥取市立岩倉小学校、鳥取市立稲葉山小学校、鳥取市立修立小学校の通学区域となっている。
- 稲葉山小学校校区
  - 小西谷、滝山、立川町三丁目、立川町四丁目、立川町五丁目（一区）、立川町六丁目（立六西）、卯垣一丁目、卯垣二丁目、卯垣三丁目、卯垣五丁目、百谷
- 岩倉小学校校区
  - 岩倉、大杙（東扇町）、桜谷（桜ヶ丘団地）、立川町六丁目（立六西を除く）、立川町七丁目、東今在家（東今在家団地）、卯垣、卯垣四丁目
    - 2009年（平成21年）4月1日より、宮ノ下小学校校区のうち国府町奥谷三丁目の一部、国府町新通り一丁目、国府町新通り二丁目、国府町新通り三丁目、国府町新通り四丁目、国府町分上一丁目、国府町分上二丁目、国府町分上三丁目、国府町分上四丁目を岩倉小学校校区に変更。
- 修立小学校校区
  - 御弓町、立川町一丁目、立川町二丁目、立川町五丁目（二区）、中町（一区）、南吉方三丁目、吉方温泉四丁目、吉方町一丁目、吉方町二丁目

## 出身者
- 山下佐知子（元陸上選手） - 世界陸上、バルセロナオリンピック
- 山本隆弘（元バレーボール選手）